# Thecla sponsa
Thecla sponsa är en fjärilsart som beskrevs av Heinrich Benno Möschler 1876. Thecla sponsa ingår i släktet Thecla och familjen juvelvingar. Inga underarter finns listade i Catalogue of Life.